# Los Toscanos
Los Toscanos es un yacimiento arqueológico fenicio situado en una isla en la desembocadura del río Vélez, en el municipio de Vélez-Málaga, en la provincia andaluza de Málaga, a mediados del siglo VIII a. C.

## Descripción

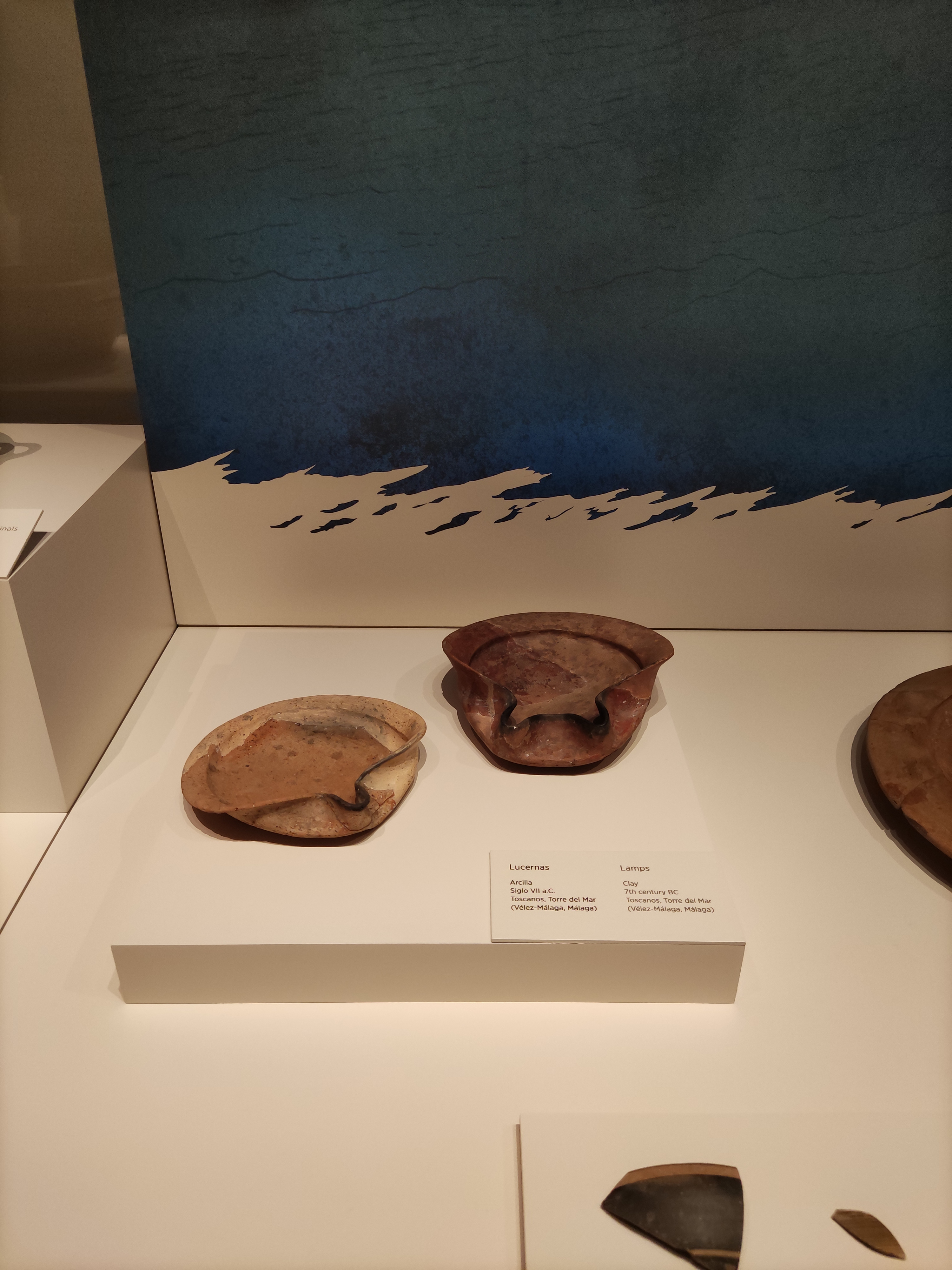
Lucernas en arcilla. Siglo VII a.C. Museo Arqueológico Nacional.

No se conoce el nombre en fenicio. Como era común en los emplazamientos fenicios, en las cercanías se daban las condiciones predilectas de este pueblo para sus enclaves coloniales: abundancia de agua dulce, posición aislada y fácil de defender, buena comunicación con tierras del interior y tierras de cultivo (tan escasas en su lugar de origen) a su disposición lo que permitía cierta autarquía al lugar.
El yacimiento fue descubierto por casualidad en medio de la búsqueda de otro asentamiento, en este caso griego, el de Mainake. En la actualidad, los Toscanos es una excavación arqueológica en proceso, que permite intuir el trazado urbanístico de casas alineadas en calles o plazas, de planta regular, zócalo de piedra, adobe para los paramentos y techos aterrazados. Los diversos tamaños de las viviendas pueden indicar las diferencias sociales de sus inquilinos. Uno de los edificios más grandes, de unos 150 m², pudo ser un almacén de doble altura y superficie repartida en tres naves, construido en el siglo VII a. C. periodo más próspero de la colonia. Para entonces la población se estimaba entre 1000 y 1500 habitantes.
Restos de metales como hierro y cobre hallados en los Toscanos, así como moluscos de la especie murex, usado por los fenicios en su tradicional industria textil como tinte natural, indican algunos aspectos de su economía, a la que hay que sumar la agricultura, la pesca y la ganadería.
También se han hallado restos de cerámica griega de época arcaica (kotylai), como vasijas y ánforas.
La necrópolis de este emplazamiento se encuentra en Cerro del Mar, en la margen oriental del río Vélez, en Almayate. Como muchas de las colonias fenicias en la península ibérica (Gadir, Malaka, Baria), los Toscanos no alcanzaría la categoría de ciudad hasta el siglo II a. C. ya en época prerromana.
Según el historiador David Abulafia, Toscanos era una comunidad que, entre mediados y fines del siglo VII a. C., llegó a albergar hasta unas 1500 personas, cuyos artesanos producían objetos de cobre y de hierro y que, por alguna razón, ya en el año 550 a. C. había sido abandonada. La impresión que se desprende de los Toscanos, según Abulafia, es que se trataba de un modesto centro de comercio fenicio adaptado a las necesidades de la población ibérica local, y que, en el marco más amplio de las redes comerciales fenicias, o tenía una especial importancia, aunque tiene bastante relevancia si se quiere comprender cómo los íberos se transformaron mediante el contacto con los pueblos procedentes del Mediterráneo oriental.